# Axiidea
Infra-ordre
Synonymes
- Axioidea Huxley, 1879[2]
- Callianassida[2]
- Callianassoidea Dana, 1852[2]
- infra-ordre Callianassidea K. Sakai & Sawada, 2006[1]
- section Callianassida K. Sakai, 2011[1]
- super-famille Axioidea Huxley, 1879[1]

Les Axiidea sont un infra-ordre de crustacés décapodes. Ce groupe remplace en bonne partie l'ancien clade des Thalassinidea (avec les Gebiidea).

## Systématique
L'infra-ordre des Axiidea a été créé en 1979 par la carcinologiste française Michèle de Saint Laurent (d) (1926-2003).

## Liste des familles
Selon World Register of Marine Species (11 septembre 2021) :
- famille des Anacalliacidae R.B. Manning & Felder, 1991
- famille des Axiidae Huxley, 1879
- famille des Callianassidae Dana, 1852
- famille des Callianideidae Kossman, 1880
- famille des Callianopsidae R.B. Manning & Felder, 1991
- famille des Callichiridae R.B. Manning & Felder, 1991
- famille des Ctenochelidae R.B. Manning & Felder, 1991
- famille des Eucalliacidae R.B. Manning & Felder, 1991
- famille des Micheleidae K. Sakai, 1992
- famille des Paracalliacidae K. Sakai, 2005
- famille des Strahlaxiidae Poore, 1994

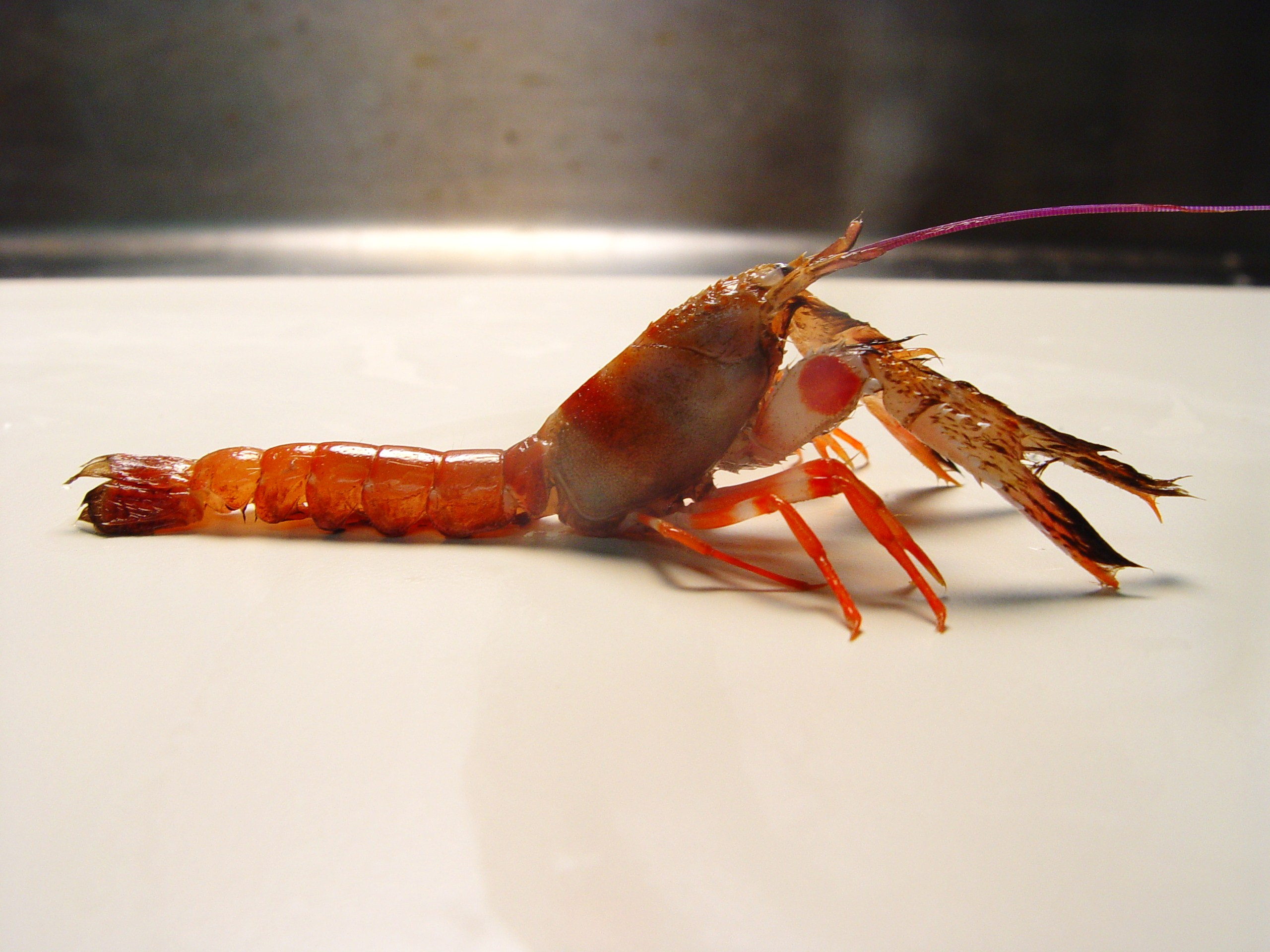
Acanthaxius hirsutimanus (Axiidae).
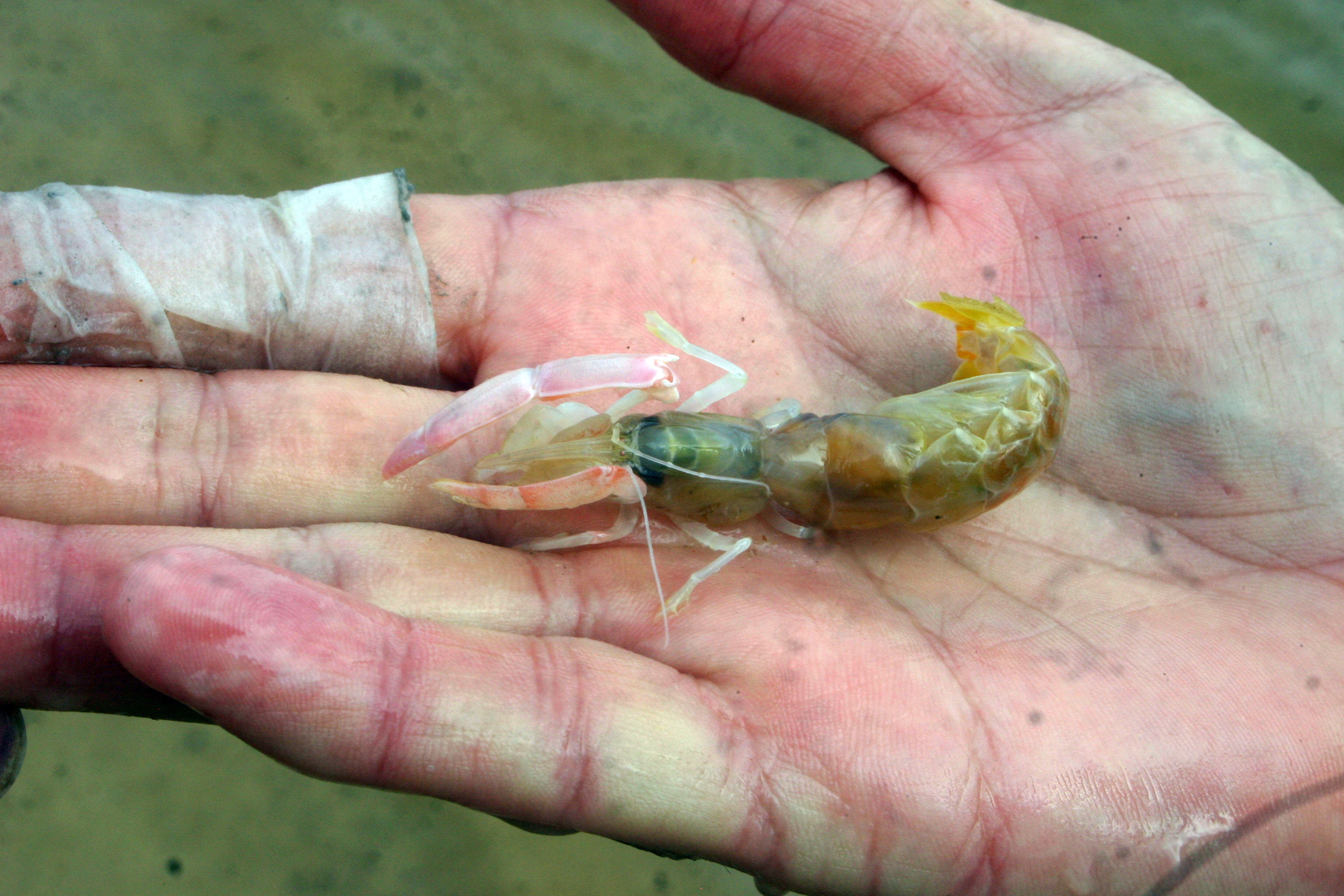
Callichirus kraussi (Callianassidae).
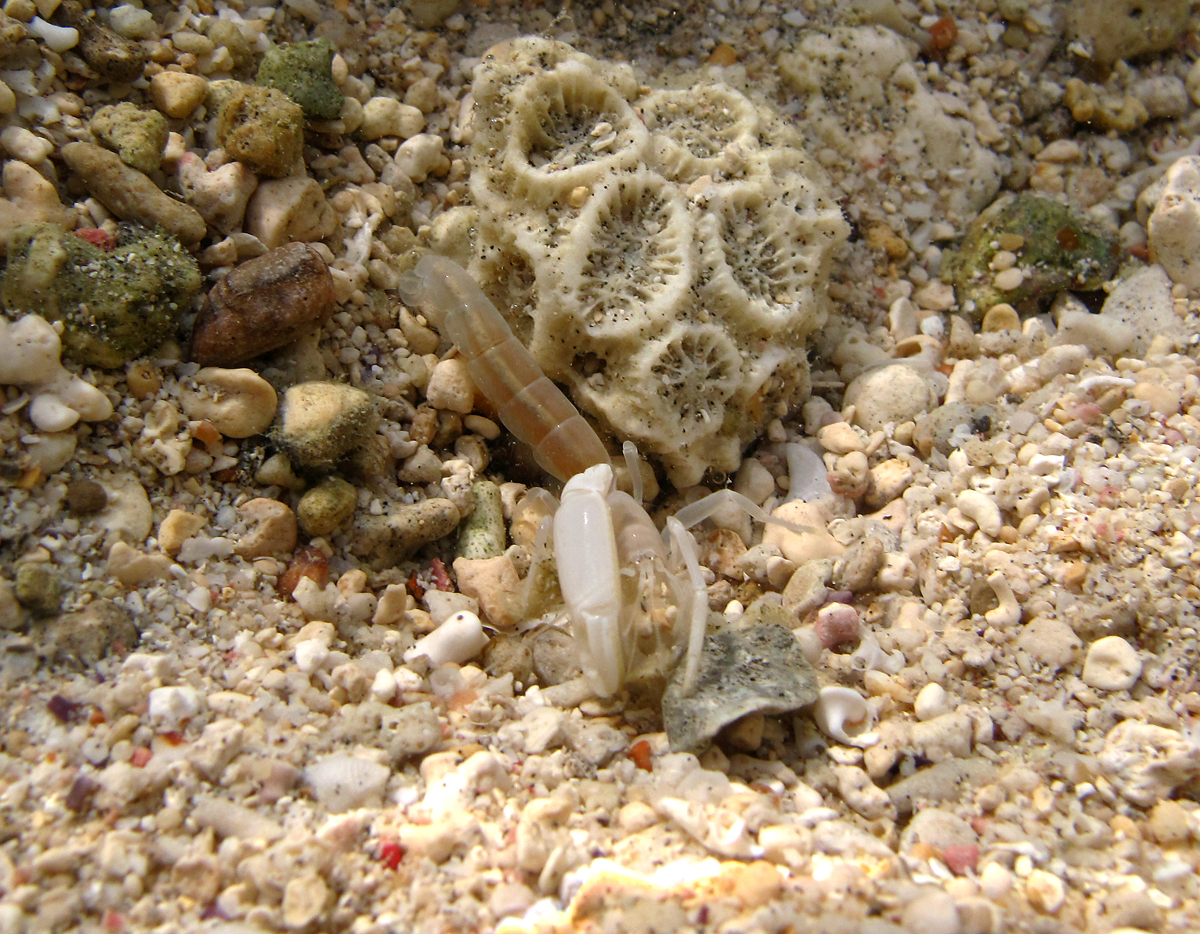
Callianidea typa (Callianideidae).
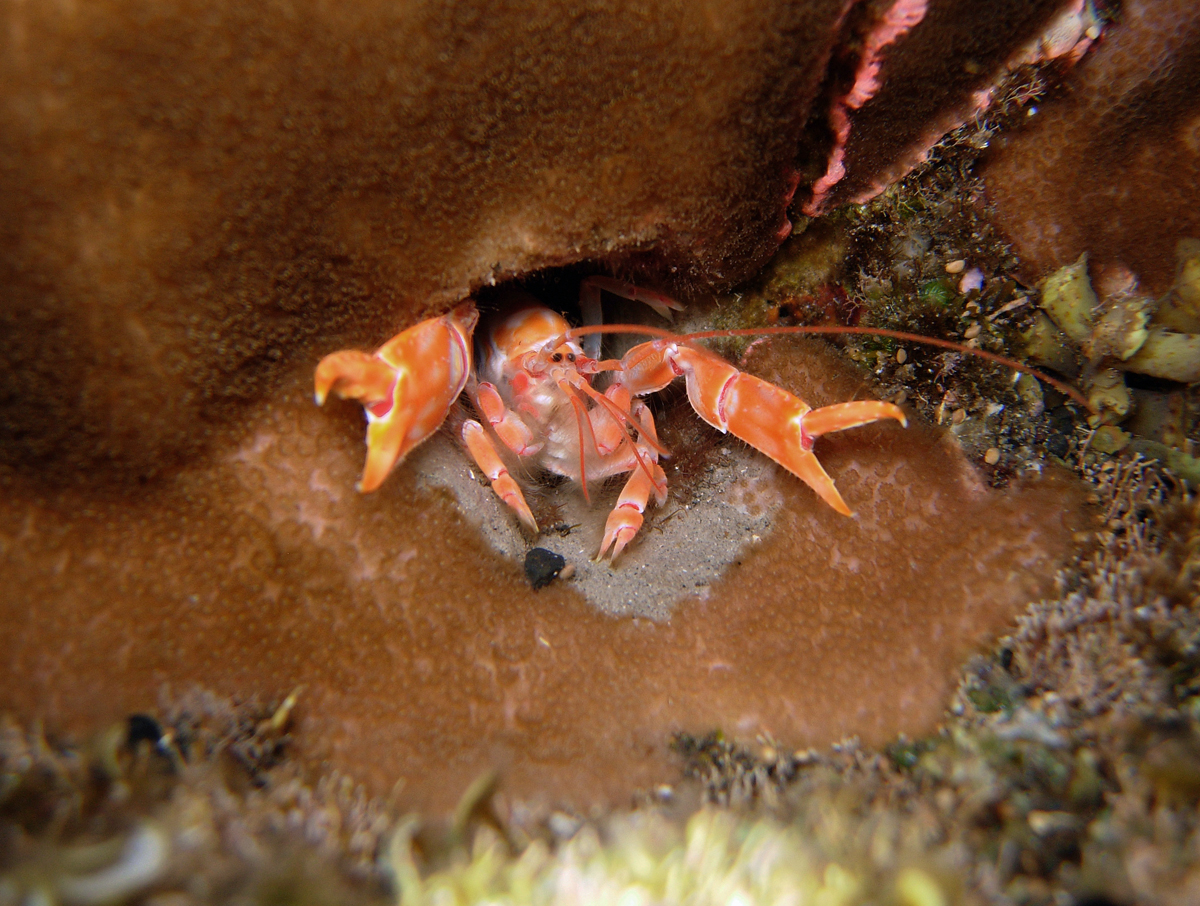
Neaxius acanthus (Strahlaxiidae).